# Tadej Valjavec
Tadej Valjavec, född 13 april 1977 i Kranj, är en professionell tävlingscyklist från Slovenien. Han blev professionell 2000 med det italienska stallet Fassa Bortolo. Från januari 2008 till 2010 tävlade Valjavec för det franska UCI ProTour-stallet Ag2r-La Mondiale. Han har tidigare också tävlat för Phonak Hearing Systems och Lampre-Fondital.
Tadej Valjavec är en bergsspecialist som ofta slutar i topp 20 i Grand Tour-tävlingarna. Under säsongen 1999 vann han amatörernas svar på Giro d'Italia, Baby Giro, sammanlagt. Under samma år slutade han tvåa på Slovenien runt bakom Timothy David Jones från Zimbabwe.
Valjavec vann de slovenska nationsmästerskapen på landsväg 2003 och 2007. Under säsongen 2002 vann han Settimana Ciclista Lombarda sammanlagt, men vann inga etapper under tävlingen.
Valjavec slutade på tredje plats på etapp 4 av Schweiz runt 2009 bakom Matti Breschel och Maksim Iglinskij. På etapp 8 av tävlingen slutade han på fjärde plats bakom Tony Martin, Damiano Cunego och Fabian Cancellara. Han tog även hem tredjeplatsen på Polen runts bergspristävling. På etapp 8 av Vuelta a España 2009 slutade Valjavec på sjunde plats.

## Meriter
1994
1:a, Giro della Toscana
1999
1:a, Baby Giro
2000
3:a, Grand Prix du Midi Libre
2002
1:a, Settimana Ciclistica Lombarda
2003
 Nationsmästerskapens linjelopp
4:a, Romandiet runt
2007
 Nationsmästerskapens linjelopp
2:a, Volta a la Comunitat Valenciana
3:a, Ruta del Sol
4:a, Paris-Nice
2009
3:a, etapp 4, Schweiz runt

## Stall
- Fassa Bortolo 2000–2003
- Phonak Hearing Systems 2004–2005
- Lampre-Fondital 2006–2007
- Ag2r-La Mondiale 2008–2010
- Manisaspor 2011